# Felip Vall i Verdaguer
Felip Vall i Verdaguer (Tona, Osona, 26 de maig de 1916 - Vic, Osona, 5 d'agost de 2012) va ser un pintor, decorador i dibuixant català, especialitzat en pintura mural.

## Biografia
Va cursar els estudis artístics a l'Escola de Belles Arts de Sant Jordi (aleshores també anomenada La Llotja), resultant deixeble del pintor Ramon de Capmany i de Josep Maria Marquès i Puig. També es formà a l'escola Superior d'Arquitectura i a l'escola industrial (curs de química del color). Es converteix en muralista i seguidor de Josep Maria Sert i Badia.
El 1937 pinta el quadre Els Milicians a la Trinxera, en plena guerra civil. El 1938 realitza la decoració mural de la Sala de plens de l'Ajuntament de Malla. A poc a poc va anar rebent encàrrecs per decorar altres edificis de la zona.
El 1947 guanyà el concurs per pintar les voltes de la catedral de Vic. La maqueta projecte es conserva actualment al Museu Episcopal de Vic. La maqueta definitiva està exposada a la capella de l'Esperit Sant del claustre de la Catedral de Vic. El projecte no tirà endavant per manca de finançament.

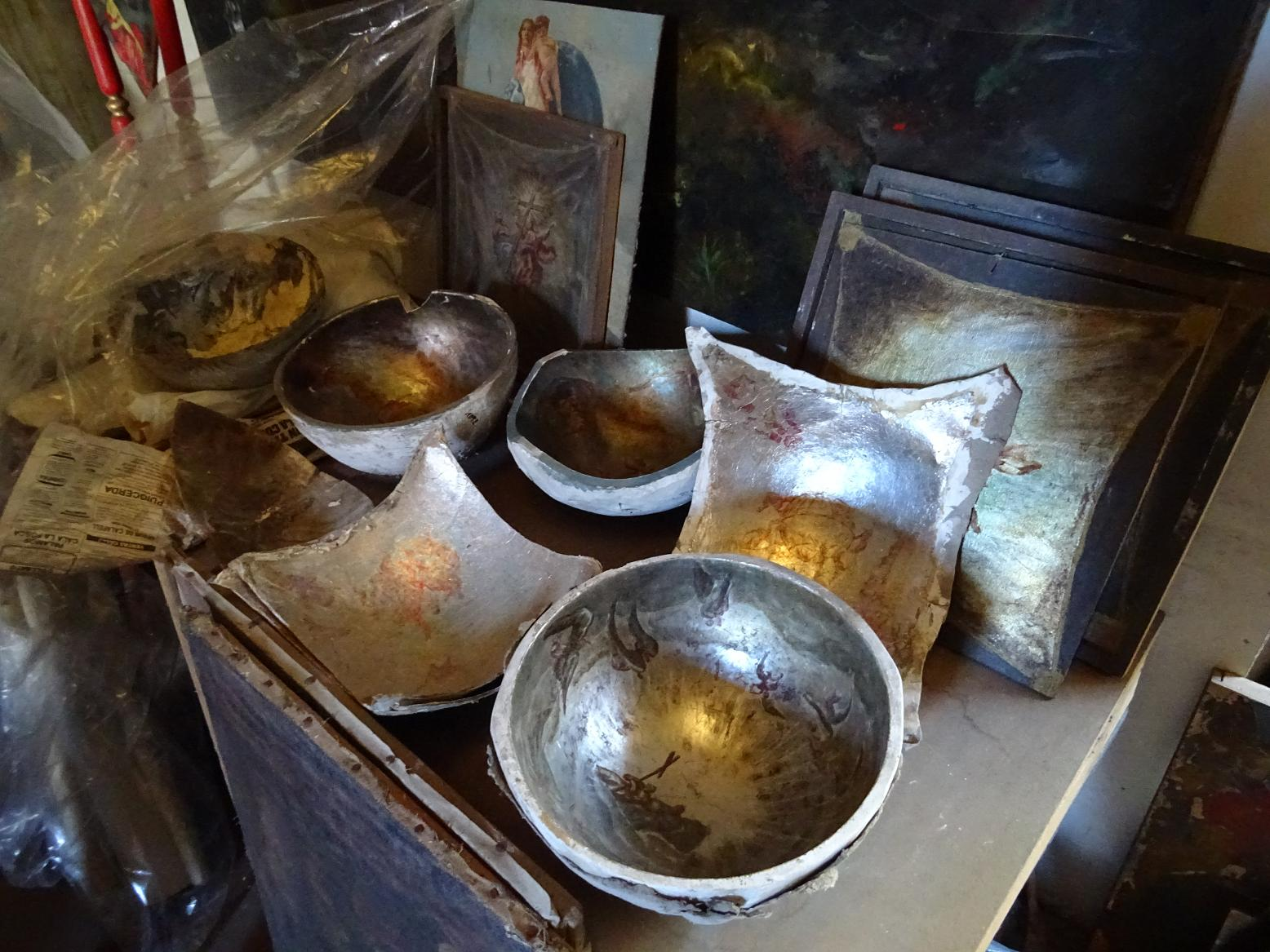
Maquetes de guix, fusta i paper pel projecte decoratiu de les voltes de la Catedral de Vic. a.1946

El 1949 realitza un viatge d'estudis a França, instal·lant-se finalment a París, on va treballar algun temps i va ampliar els seus estudis a l'École des Beaux-Arts. Té una xicota, Gisèle Decoursière, professora a Institut Marie Curie de París. Resideix a París fins al 1955, realitzant exposicions pictòriques i decorant mobiliari. Exposa mobles a Chez Christofle, al carrer Royale de París i rep encàrrecs.
És delegat espanyol dels artistes residents a França, exercint com a tal el 1954 en el Saló de l'Art Libre a París. Hi participà junt amb Pablo Picasso, Alexis Hinsberger i una trentena d'artistes més pertanyents a l'Associació d'artistes i intel·lectuals residents a França, en un homenatge a Garcia Lorca.
Patentà a escala internacional un sistema per poder pintar pells que li reporta ingressos per poder viure a París durant aquells anys. Felip col·laborava en el negoci de confecció familiar Corsés Maria i Confecciones Mariver. Començat el 1916.
Realitza il·lustracions (com el llibre "Se Habla Español" Editorial Didier 1952, a França), aiguaforts i gravats per l'editorial Montaner i Simón (anys 40-60)
Posteriorment, resideix uns anys a Mallorca, durant els quals exposa a Galeries Costa, a Palma (Josep Costa i fill li fan de marxants fins als anys 80). També exposa a la Llotja de Palma, el 1960, les teles de decoració mural que aniran a la casa particular de Cala D'Or de Mr. Juan Homs.
Dona conferències: Sobre “Una Modalidad nueva en la técnica de pinturas murales” a Lleida 1946; sobre “Origen de la ceràmica” a Mallorca el 1966, entre d'altres.
Centenari de L'Atlàntida: El 1977, en el centenari del premi que rebé el poeta Jacint Verdaguer, Felip Vall exposa a la Diputació de Barcelona dotze quadres, sis dels quals romandran des del 1977 al 1995 a la Casa Museu Verdaguer de Vil·la Joana a Vallvidrera.
Durant set mesos del 1996 realitza la restauració de les pintures de l'església de Tona. D'un total de 500m2 en restaura la meitat.

### Activitat cultural a Tona
Molt vinculat a la vila de Tona, va realitzar diverses activitats de dinamització cultural: 
- Excavacions a l'església del Castell de Tona l'any 1943. Permís oficial per realitzar les primeres excavacions a l'interior de l'església del 889. Conduïdes per Felip Vall i supervisades per Eduard Junyent i Subirà.[20]
- Porta les primeres excavacions al Camp de les Lloses el 1944, i també el 1972.[21]
- Va participar en la fundació del Museu Municipal de Tona, que es va obrir al públic el 1973. Porta el diari de l'arxiu.[22]
- Senyals de llibre de Sant Jordi - Dibuixos per la parròquia
- Va participar abans de la guerra civil en la fundació de l'Aplec de la Rosa a Lourdes i el Castell. 1936. Fent els dibuixos del programa des de l'inici.[23]
- L'esbart Castell de Tona - Membre fundador, el 1936,[24] junt amb J.Molera i J. Cruells.
- Pessebre vivent de Tona - Nadales (nadales del pessebre des de la seva fundació)
- Escut de Tona[cal citació]

### Impacte a Osona
Fou membre fundador i soci d'honor (1952) del Patronat d'estudis Osonencs. Fou nomenat Cavaller de Montrodon. Va contribuir a fundar la revista Ausa.Soci d'Amics de Verdaguer (Folgueroles) i col·laborador amb les activitats culturals de l'associació.

## Obra
Té pintures murals, quadres i mobles decorats a Catalunya, França (sobretot París), Itàlia i Amèrica: 
- 1938 pintura mural del Saló de Plens Ajuntament de Malla Arxivat 2016-11-05 a Wayback Machine. En plena Guerra Civil Espanyola. Al·legoria de les estacions.[26]
- Capella dels Dolors de Torrellebreta (1940)
- 1944-45 Decoració del sostre de la Capella del Santíssim de l'església de Sant Pere de les Puel·les, al nucli antic de Barcelona[27]
- Decoració de l'església parroquial de Sant Andreu de Tona (1945)[28] amb posterior restauració de l'altar major el 1996.
- Menjador de la casa Senyorial El Pradell, a Gurb, Vic (Casa de Ramon d'Abadal) 1947[29]
- Decoració mural en el col·legi Maristes Valldemia de Mataró el 1945,[30] lloc on havia estudiat intern de petit.[31]
- 1961 - Parets dels vestíbuls de platea i l'amfiteatre del cinema Diagonal[32] de Barcelona, per la seva inauguració el 24 de febrer del 1961.

## Premis i reconeixements
- Diploma amb la medalla de bronze per la Societat de les Arts i les Lletres de la Vil·la de París.[33]
- El 1996 rep el premi “Mil·liari” de Tona en “reconeixement de la seva llarga i dilatada activitat a favor de la cultura al poble de Tona. Activitat que passa per la recerca arqueològica en les diverses excavacions que impulsà i dirigí al pla del Castell i al Camp de les Llosses d'aquesta població, per la seva decidida actuació a la recerca documental històrica de Tona i per la seva aportació en el camp de la pintura”[34]

## Exposicions Retrospectives

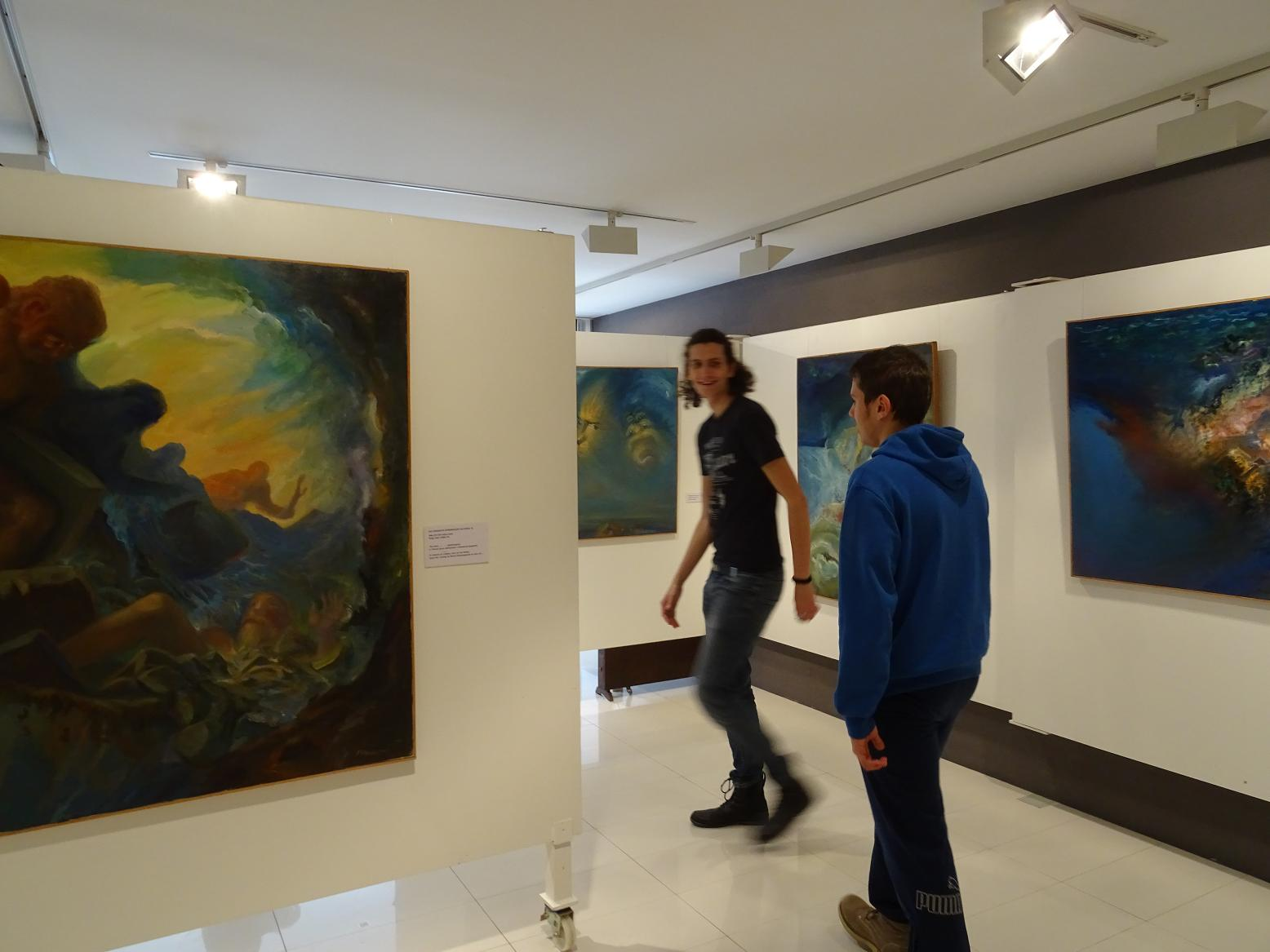
Quadres de l'exposició "L'Atlàntida de Felip Vall" a Tona, abril 2016

- Exposició retrospectiva. Can Sebastià. Fundació Privada Buxaderas-Grau. Tona. Desembre 2013-gener 2014.[cal citació]
- VICCC Felip Vall Verdaguer i les Voltes de la Catedral de Vic.  Arxivat 2016-11-05 a Wayback Machine. dintre de Vic Capital de la Cultura Catalana 2016. Capella Fonda (Sala Sert) Març 2016.
- L'Atlàntida de Felip Vall. Pintures i Dibuixos. Dins de Tona Any Vall 2016. Can Sebastià. Abril 2016  Arxivat 2017-02-12 a Wayback Machine.